# Эминов, Мир Гамза Мир Гасан оглы
Мир Гамза Мир Гасан оглы Эминов (азерб. Mirhəmzə Mirhəsən oğlu Eminov; 18 июня 1932, Норашенский район — 12 декабря 1980, Ильичевский район) — советский азербайджанский табаковод, Герой Социалистического Труда (1973). Лауреат Государственной премии Азербайджанской ССР (1976).

## Биография
Родился 18 июня 1932 года в селе Юхары-Яйджы Норашенского района Нахичеванской АССР (ныне Шарурский район Нахичеванской АР Азербайджана). 
В 1950—1952 годах — шофер автобазы. С 1955 года — колхозник, с 1958 года — строитель, с 1959 года — бригадир стройбригады, с 1960 года — агроном, с 1962 года — бригадир табаководческой бригады колхоза имени Самеда Вургуна Ильичевского района Нахичеванской АССР.
Мир Гамза Эминов проявил себя на работе опытным рабочим, умелым, требовательным к себе и окружающим руководителем. Эминов с самых юных лет испытывал интерес в выращивании табака и всегда познавал все новые секреты выращивания этого растения. Набравшись опыта от колхозников и образования в техникуме и тщательно изучая строение и урожайность растения, Мир Гамза Эминов сосредоточил все полученные знания на усердном труде в процессе выращивания табака. За короткое время табаковод прославился по всему колхозу как мастер высоких урожаев, благодаря умелому применению передовой практики, передовых изобретений агротехников и агрохимиков, и тщательном уходе за табаком. Наиболее высоких результатов коллектив табаководческой бригады под руководством Эминова достиг в период девятой пятилетки. В 1973 году, решающем году девятой пятилетки, бригада Эминова достигла высоких результатов: получила рекордный в районе урожай — 37 центнеров табачного листа с каждого гектара на площади 17 гектаров, что вдвое выше ожидаемого, выполнила годовой план по продаже государству табака на 194 процента, а план 3 лет девятой пятилетки — на 180 процентов. В 1974 году бригада получила 40,1 центнер табака с гектара, а в 1975 году — рекордный по всей АССР — 42 центнера сухого табачного листа с каждого гектара.
Указом Президиума Верховного Совета СССР от 12 декабря 1973 года за большие успехи, достигнутые во Всесоюзном социалистическом соревновании, и проявленную трудовую доблесть в выполнении принятых обязательств по увеличению производства и продажи государству зерна, хлопка, овощей, винограда и других продуктов земледелия в 1973 году Эминову Мир Гамза Мир Гасан оглы присвоено звание Героя Социалистического Труда с вручением ордена Ленина и золотой медали «Серп и Молот».
Активно участвовал в общественной жизни Азербайджана. Член КПСС с 1968 года. Делегат XXV съезда КПСС и XXIX съезда КП Азербайджана. Депутат Верховного Совета СССР 8-го и 9-го созывов от Ильичевского избирательного округа. С 1976 года член ЦК КП Азербайджана.
Скончался 12 декабря 1980 года в родном селе.